# Courteix
 Courteix  (en occitano Cortet) es una comuna y población de Francia, en la región de Lemosín, departamento de Corrèze, en el distrito de Ussel y cantón de Eygurande.
Su población en el censo de 2008 era de 66 habitantes.
No está integrada en ninguna Communauté de communes u organismo similar.

## Demografía
| 56 | 79 | 74 | 68 | 59 | 55 | 66 |
| Para los censos de 1962 a 1999 la población legal corresponde a la población sin duplicidades (Fuente: INSEE [Consultar]) |    |    |    |    |    |    |